# Il gatto a nove code (album)
Il gatto a nove code è un album di Ennio Morricone, l'album è composto da 11 tracce ed è stato composte per il film Il gatto a nove code di Dario Argento.

## Tracce
1. Ninna Nanna In Blu
2. 1970
3. Sottintesi
4. Parabola Del Paradosso
5. Paranoia prima
6. Paranoia seconda
7. Dissociazione
8. Dissociazione Seconda
9. Passeggiata Notturna
10. Metafora Finale
11. Placcaggio